# Nethinius berafiensis
Nethinius berafiensis là một loài bọ cánh cứng trong họ Cerambycidae.